# Tropidtamba pallidiplaga
Tropidtamba pallidiplaga là một loài bướm đêm trong họ Noctuidae.